# 木斛
木斛（学名：Flickingeria comata），又名金石斛，为蘭科暫花蘭屬下的一个种。